# The Suicide Machines
The Suicide Machines é uma  banda americana de punk rock formada em março de 1991, em Detroit, Michigan e dissolvida em Maio de 2006. Desde 2009, a banda fez alguns shows de reencontro. Durante o curso de sua carreira, a banda lançou sete álbuns completos pelas produtoras Hollywood Records, Side One Dummy Records e Fat Wreck Chords. Embora eles tenham passado por diversas mudanças de formação ao longo dos anos, os membros fundadores Jason Navarro e Dan Lukacinsky permaneceram como regulares. O estilo musical da banda são elementos de punk rock, ska e do hardcore combinados em um gênero conhecido popularmente como ska punk ou "ska-core", que caracterizou seus dois primeiros álbuns. Depois de uma pequena mudança em uma direção mais amigável ao rádio, eles voltaram ao estilo de meados dos anos 1990, trazendo de volta o ska punk, bem como uma ferocidade mais pesada com fortes conotações políticas que vêm do punk hardcore inicial. Apesar de ter assinado com uma gravadora grande para os seus quatro primeiros álbuns, The Suicide Machines não experimentaram o sucesso mainstream significativo. No entanto, eles conseguiram um nível relativamente alto de reconhecimento subterrâneo através turnê implacável, incluindo performances múltiplas na Warped Tour. Essa tendência continuou quando a banda se mudou para uma gravadora independente para os seus últimos quatro anos, antes que sua separação trouxesse um fim para a carreira da banda.

## História
- 1991-1995: Jack Kevorkian e os Suicide Machines

The Suicide Machines formada em 1991 em Detroit, Michigan sob o nome original de Jack Kevorkian e os Suicide Machines. Formação original da banda consistia de Jason Navarro no vocal , Dan Lukacinsky na guitarra , Jason Brake em baixo , e Stefan Rairigh na bateria . Esta formação durou um ano, até Bill Jennings substituído Rairigh, mas ele próprio foi logo substituído por Derek Grant . Eles gravaram primeiras demos da banda O Kevorkian Essencial e Mundo Verde em 1993 e 1994, ambos lançados através de registros antigos seu próprio selo Sluggo do Skool. Eles também lançaram a "Canção Vans" 7 "único em Registros Rendition Juventude . Freio deixou o grupo em 1994 e foi brevemente substituído por Dave Smith até Royce Nunley juntou como o novo baixista permanente. linha de Navarro, Lukacinsky, Nunley, e Grant iria durar para os próximos quatro anos. Essa formação reduzida o nome da banda para The Suicide Machines e gravou o Skank para Brains álbum dividido com os rudimentos .
- 1996-2001: ano a Hollywood Records

Em 1995, a banda assinou com a Hollywood Records , uma subsidiária da The Walt Disney Company . 1996 viu o lançamento de seu primeiro álbum, Destruição, por definição . Sua mistura de punk rock e ska trouxeram atenção nacional no meio da década de 1990 mid ressurgimento do punk tradicional rock. O single "Face Não" se tornou um hit nas rádios de rock moderno eo álbum foi apoiada através de uma extensa turnê em todo o Estados Unidos . Eles lançaram um follow-up em 1998, intitulado Hinos de batalha , que continuou seu ska punk estilo ao incorporar elementos mais agressivas de hardcore punk e letras sociopolíticas, com quase todas as suas músicas com duração de menos de dois minutos de duração.
Após o lançamento dos Hinos Batalha Grant deixou a banda. Ele passou a jogar com vários grupos, incluindo Pensamentos de Ionesco , os vândalos , cara a cara , e Telegraph antes de encontrar uma posição permanente na Alkaline Trio . Ele foi substituído por Erin Pitman para algumas turnês antes de novo baterista permanente Ryan Vandeberghe unidos. Em 2000, essa formação lançou The Suicide Machines , um mais pop rock esforço orientado que se afastou das influências de ska de seus lançamentos anteriores. Eles receberam algum jogo de rádio e vídeo para o single "Às vezes eu não me importo" e realizada no Warped Tour de verão que. Em 2001 eles lançaram Steal This Registro , que continuou sua exploração de pop punk estilo enquanto misturando elementos de sua ska punk mais cedo e álbuns de hardcore.
2002-2005: de um lado anos manequim Registros
Após turnê em apoio Steal This Registro baixista Nunley deixaram The Suicide Machines para começar sua própria banda, Blueprint 76 , e foi substituído por Tschirhart Rich. A banda também terminou o seu contrato com a Hollywood Records, cumprindo as suas obrigações contratuais, liberando o álbum de compilação Pior menos das Máquinas suicídio . Eles, então, se mudou para a gravadora independente Side One Records manequim . Seu próximo álbum um fósforo e um pouco de gasolina , lançado em 2003, encontrou a banda abandonar as experimentações pop de seus dois álbuns anteriores e retornando mais para o ska punk e estilos hardcore de seus anos anteriores. Eles também continuou explorando temas sociopolíticos em canções como "Você já teve um sentimento de pavor?" e "Silêncio Seu", que eram críticos do presidente George W. Bush administração 's, sua resposta ao 11 de setembro de 2001 ataques terroristas , e as guerras no Afeganistão e Iraque . Eles fizeram uma turnê internacional em apoio do álbum e mais uma vez realizada no Warped Tour.
- Em 2005 a banda lançou o álbum Guerra Aproveitando-se matando a todos nós , que continuou os seus temas políticos abertamente atacar a Casa Branca de Bush, a continuação da Guerra do Iraque, e republicanismo conservador. Navarro também lançou sua própria gravadora, Riot Records ruído , e lançou Na véspera da Destruição: 1991-1995 , uma compilação de EPs início da banda, singles, e demos.

2006-2008: Dissolução e pós-Suicídio atividade Máquinas
- Em 2006, enquanto estava em turnê em apoio Guerra Aproveitando-se matando a todos nós, a banda abruptamente se separaram. Explicações dadas pelos membros da banda para este incluído Vandeberghe desejo de fazer uma pausa da turnê, o que ele fez enquanto amigo Steve McCrumb preenchido para uma apresentação no Troubadour, em Los Angeles em 11 de maio. Um passeio de México havia sido planejado para seguir este, e Navarro tinha sugerido que a banda executar seus shows finais que o Natal . No entanto, as tensões interpessoais veio à tona após a Troubadour mostrar quando Lukacinsky se recusou a terminar a turnê. Lukacinsky-se ainda mais elaborada que a banda estava planejando para quebrar por algum tempo. [1]

Após a dissolução da banda Navarro e Vandeberghe continuou trabalhando com Esquerda em ruína , uma banda que começou como um projeto paralelo Suicídio Máquinas e tinha trabalhado dentro e fora com por quase 6 anos. Vandeberghe também se juntou a nova banda Handgrenades Hifi , e Tschirhart se juntou a banda logo depois. Mais tarde, Tschirhart formou uma nova banda chamada The A-Gang com o ex- Mest baterista Nick Gigler . Lukacinsky, entretanto, começou sua própria banda Bayonetting dos feridos , que rompeu-se depois de algumas gravações demo. Ele então se mudou para o Japão e formou O Momento único pensamento. No início de 2008, Navarro formou uma nova banda de Detroit, Hellmouth , em que ele está de volta nos vocais. Em 2011, Navarro formou uma nova banda, chamada Quebre Âncora.
- 2009-presente: shows Reunion

No final de 2009, Jason Navarro, Rich Tsirhart, e Ryan Vandeberghe reuniu com o baterista Hellmouth Justin Malek (na guitarra) como "The Suicide Machines" para um show beneficiário em Detroit. O show foi feito para apoiar um ativista local, e foi apoiado por muitas bandas próximas, como G-Had, A Causa Noman, e A Gang. [2]
Em 24 de julho de 2010, The Suicide Machines realizada em St. Andrews Hall em Detroit. Em outubro de 2010 The Suicide Machines realizadas em O Fest 9. [3] Em 08 de outubro de 2011 The Suicide Machines reuniu para jogar Motim Fest 2011, em Chicago, com um punhado de reunião mostra anterior.
The Suicide Machines tocou outro show de reencontro em Rochester, NY [4] em 19 de maio, seguido por uma apresentação no Pouzza Fest 2012, que teve lugar 18-20 maio, em Montreal, Quebec, Canadá. [5]

## Os membros da banda
- Jason "Jay" Navarro - vocais (1991-2006, 2009-presente)
- Dan Lukacinsky - guitarra , backing vocals (1991-2006)
- Jason "Jay" Freio - guitarra baixo (1991-1994)
- Stefan Rairigh - bateria (1991-1992)
- Bill Jennings - bateria (1992)
- Derek Grant - bateria (1992-1998)
- Dave Smith - baixo (1994)
- Royce Nunley - baixo (1994-2002)
- Erin Pitman - bateria (1998)
- Ryan Vandeberghe - bateria (1998-2006, 2009-presente)
- Rico Tschirhart - guitarra baixo, backing vocals (2002-2006, 2009-presente)
- Justin Malek - guitarra (2009-presente)

## Discografia

### Álbuns
- Destruction by Definition, (1996)
- Battle Hymns, (1998)
- The Suicide Machines, (2000)
- Steal This Record, (2001)
- A Match and Some Gasoline, (2003)
- War Profiteering is Killing Us All, (2005)